# Watt (album)
Watt è un album del gruppo inglese Ten Years After ed è stato pubblicato nel 1970.

## Tracce
Testi e musiche di Alvin Lee eccetto dove diversamente indicato
1. I'm Coming On - 3:48
2. My Baby Left Me - 5:23
3. Think About the Times - 4:43
4. I Say Yeah - 5:17
5. The Band With No Name - 1:37
6. Gonna Run - 6:02
7. She Lies in the Morning - 7:24
8. Sweet Little Sixteen (live) - 4:09 - (Chuck Berry)

## Formazione
- Alvin Lee - chitarra, voce
- Leo Lyons - basso elettrico
- Ric Lee - batteria
- Chick Churchill - organo